# Gervásio Maia
Gervásio Bonavides Mariz Maia (Catolé do Rocha, 12 de setembro de 1944 – João Pessoa, 18 de agosto de 2007) foi um político brasileiro com base eleitoral na Paraíba.

## Biografia
Filho do ex-governador da Paraíba João Agripino Filho, era casado com Ana Berenice Maia e deixou três filhos, Izabela Maia Almeida, o deputado estadual Gervásio Maia Filho e Ana Carolina Maia Monte Raso. Era filiado ao PMDB.
Secretário das Finanças da Prefeitura de João Pessoa, durante a gestão de Ricardo Coutinho e ex-deputado estadual pela Paraíba, Gervásio Maia era economista, formado pela Universidade de Brasília (UNB) e pós-graduado em Planejamento e Análise de Projetos pelo Instituto de Pesquisa Econômica Aplicada (Ipea), no Rio de Janeiro.
Exerceu três mandatos seguidos na Assembleia Legislativa e, entre 1999 e 2003, assumiu a presidência da Assembleia Legislativa do Estado e a liderança do Governo no Legislativo. Foi diretor-presidente da Companhia Telefônica do Estado da Paraíba (TELPA). Em São Paulo, destacou-se como consultor econômico de diversas empresas, dentre elas a Brastec (Empresa Brasileira de Estudos Econômicos), Novo Mundo Operações Internacionais e Hidroservice - Engenharia e Projetos.

### Prefeitura Municipal de João Pessoa
Na prefeitura de João Pessoa, ocupou as pastas de Secretário de Finanças e Secretário de Articulação Política, sendo responsável, segundo palavras do então prefeito Ricardo Coutinho, como um dos principais responsáveis pelo sucesso de sua gestão a frente da prefeitura municipal da capital paraibana.
Também na gestão de Ricardo como prefeito, foi homenageado após a sua morte, com a construção de um grande conjunto habitacional que foi intitulado com seu nome, o Conjunto Gervásio Maia.

### Governo da Paraíba
Gervásio chegou a assumir por diversas vezes a chefia do executivo estadual no ano de 2002, na condição da Presidente da Assembleia Legislativa da Paraíba, por ocasião da renúncia do Governador José Maranhão e por sucessivas licenças do Vice-Governador Roberto Paulino, se tornando automaticamente Vice-Governador da Paraíba

### Articulador Político
Considerado por muitos conterrâneos paraibanos, como sendo um dos maiores articuladores políticos da história da Paraíba. Gervásio tinha grande atuação nos bastidores da política paraibana, sendo responsável pela maioria das decisões políticas e sociais que repercutiam em todo estado, como inclusive escolha de candidatos ao governo do Estado, Deputados, Conselheiros de tribunais, membros do Tribunal de Justiça, e etc.